# Ikechukwu Ezenwa
Ikechukwu Ezenwa, född den 16 oktober 1988 i Yenagoa, är en nigeriansk fotbollsmålvakt som spelar för Heartland. Vid fotbollsturneringen under OS 2008 i Peking deltog han i det nigerianska U23-laget som tog silver. 

## Karriär
I december 2018 gick Ezenwa till Katsina United. I augusti 2019 värvades Ezenwa av Heartland, där han skrev på ett tvåårskontrakt.